# Judicialização da saúde
A judicialização da saúde é a busca judicial de concessão pelo governo de medicamentos ou tratamentos de saúde não disponíveis em geral.
No Brasil, é um motivo crescente de processos judiciais, o que pode compromenter o orçamento do Sistema Único de Saúde (SUS).
Em 2024, o Supremo Tribunal Federal (STF) estabeleceu critérios para tal concessão.
A judicialização da saúde, embora essencial para garantir o acesso a direitos fundamentais, levanta debates sobre a sustentabilidade do sistema, a atuação das operadoras de planos de saúde e a efetividade da regulação pública. Em muitos casos, pacientes enfrentam negativas de cobertura para tratamentos previstos em contrato ou respaldados por prescrição médica, o que acaba levando ao acionamento do Poder Judiciário como única alternativa viável. Diversos estudos e análises apontam que a maior parte das decisões judiciais acaba reconhecendo a ilegalidade das negativas, evidenciando falhas sistemáticas tanto na regulação quanto na conduta das operadoras.

## Principais Demandas Judicializadas na área da Saúde no Brasil[5]
As ações judiciais na área da saúde abrangem uma ampla gama de demandas, tanto no setor público (SUS) quanto no privado (planos de saúde). Entre os principais temas judicializados, destacam-se:
- Fornecimento de medicamentos: pedidos para acesso a medicamentos de alto custo, não disponíveis na lista oficial do SUS (RENAME) ou negados pelos planos de saúde, inclusive medicamentos importados ou ainda sem registro na Anvisa em casos excepcionais.
- Cobertura de tratamentos e terapias: ações para garantir tratamentos negados, como quimioterapia oral, radioterapia, imunoterapia, procedimentos minimamente invasivos e terapias multidisciplinares — com destaque para tratamentos de autismo, doenças raras e deficiências.
- Cirurgias urgentes ou de alta complexidade: demandas por negativa de cirurgias consideradas eletivas mas essenciais à saúde do paciente, como cirurgias cardíacas, neurológicas, ortopédicas e bariátricas.
- Internações e leitos de UTI: pedidos urgentes por internação hospitalar, especialmente em UTI neonatal, pediátrica ou oncológica, diante da recusa de hospitais públicos ou privados em oferecer vaga.
- Home care (internação domiciliar): judicialização de pedidos de continuidade do tratamento fora do ambiente hospitalar, com estrutura e equipe especializada, muitas vezes negado por operadoras de planos de saúde mesmo com indicação médica.
- Exames de diagnóstico de alto custo: solicitações para realização de exames como PET-CT, ressonância magnética funcional, genotipagem e exames moleculares, muitas vezes recusados sob alegação de ausência no rol da ANS ou por limitação contratual.
- Terapias contínuas ou ilimitadas: ações para afastar limites impostos por planos de saúde ao número de sessões com psicólogos, terapeutas ocupacionais, fonoaudiólogos e fisioterapeutas, especialmente em tratamentos de longa duração, como TEA e paralisia cerebral.

Essas demandas são movidas por pacientes ou familiares e, na maioria dos casos, envolvem pedidos de liminares (tutelas de urgência), dada a gravidade e o risco à vida ou à integridade física do indivíduo. Diversos estudos jurídicos e institucionais têm reunido decisões judiciais e pareceres técnicos sobre esses temas, ampliando o debate público e jurídico.